# Zoo am Rammelsberg
Koordinaten: 51° 19′ 2,5″ N, 9° 26′ 13,1″ O
Der Zoo am Rammelsberg (auch: Kleintierzoo am Rammelsberg) ist ein Kleintierzoo im Stadtteil Wahlershausen in Kassel.

## Geschichte
Der Zoo wurde im März 1974 von Horst Schwenk gegründet. Er liegt im Kasseler Stadtteil Wahlershausen am Rammelsberg. Seit dem Jahr 1999 führen Thomas und Monika Schwenk den Kleintierzoo in zweiter Generation. Auf einem etwa zwei Hektar großen Grundstück werden über 150 Tiere gehalten.
Im Jahr 2012 wurde die Betreiberfamilie Schwenk mit dem Ehrenbrief des Landes Hessen ausgezeichnet.

## Finanzierung
Die Finanzierung erfolgt zum Großteil durch Spenden, da der Eintritt kostenfrei ist. Außerdem gibt es noch ein kleines Café am Eingangsbereich, in welchem Getränke, Snacks und Eis verkauft werden.

## Tierbestand
Es gibt einen Streichelzoo, ein Vogelhaus, ein Aquarium, ein Affenhaus und mehrere Terrarien, sowie Außengehege mit verschiedenen heimischen, aber auch teils exotischen Tieren.

### Aktueller Bestand (ohne Fische)
- Alpaka
- Blauer Pfau
- Brahma
- Chileflamingo
- Cröllwitzer Pute
- Deutsche Riesenschecke
- Dunkler Tigerpython (auch Zuchtform)
- Emu
- Europäischer Luchs
- Europäischer Uhu
- Europäischer Weißstorch
- Farbratte
- Frettchen
- Gelbbrustara
- Gimpel
- Goldfasan
- Gouldamadine
- Grauhals-Kronenkranich
- Graupapagei
- Hauslachtaube
- Hausmeerschweinchen
- Hühnergans
- Jagdfasan
- Javaneraffe
- Jungfernkranich
- Kanadagans
- Kanarienvogel
- Löffler
- Nandu
- Nordamerikanischer Waschbär
- Pfautaube
- Heiliger Ibis
- Rostgans
- Rotbugamazone
- Rotwangen-Schmuckschildkröte
- Scharlachara
- Schleiereule
- Schneeeule
- Schwarzköpfchen
- Schwarzschwan
- Seidenhuhn
- Sibirisches Eichhörnchen
- Silberfasan
- Steinkauz
- Waldkauz
- Weißbüscheläffchen
- Indisches Weißschwanz-Stachelschwein
- Weißwangengans
- Wellensittich
- Yokohama
- Zebrafink
- Zwerg-Vorwerkhuhn
- Zwergesel
- Zwergflamingo
- Zwergwachtel

### Ehemalige Haltungen (ohne Fische)
- Burunduk
- Graureiher
- Grüne Meerkatze
- Grüner Leguan
- Gehaubter Kapuziner
- Vorwerkhuhn